# Boyeria sinensis
Boyeria sinensis là loài chuồn chuồn trong họ Aeshnidae. Loài này được Asahina mô tả khoa học đầu tiên năm 1978.